# Атака УПА на с. Варяж (1945 р.)

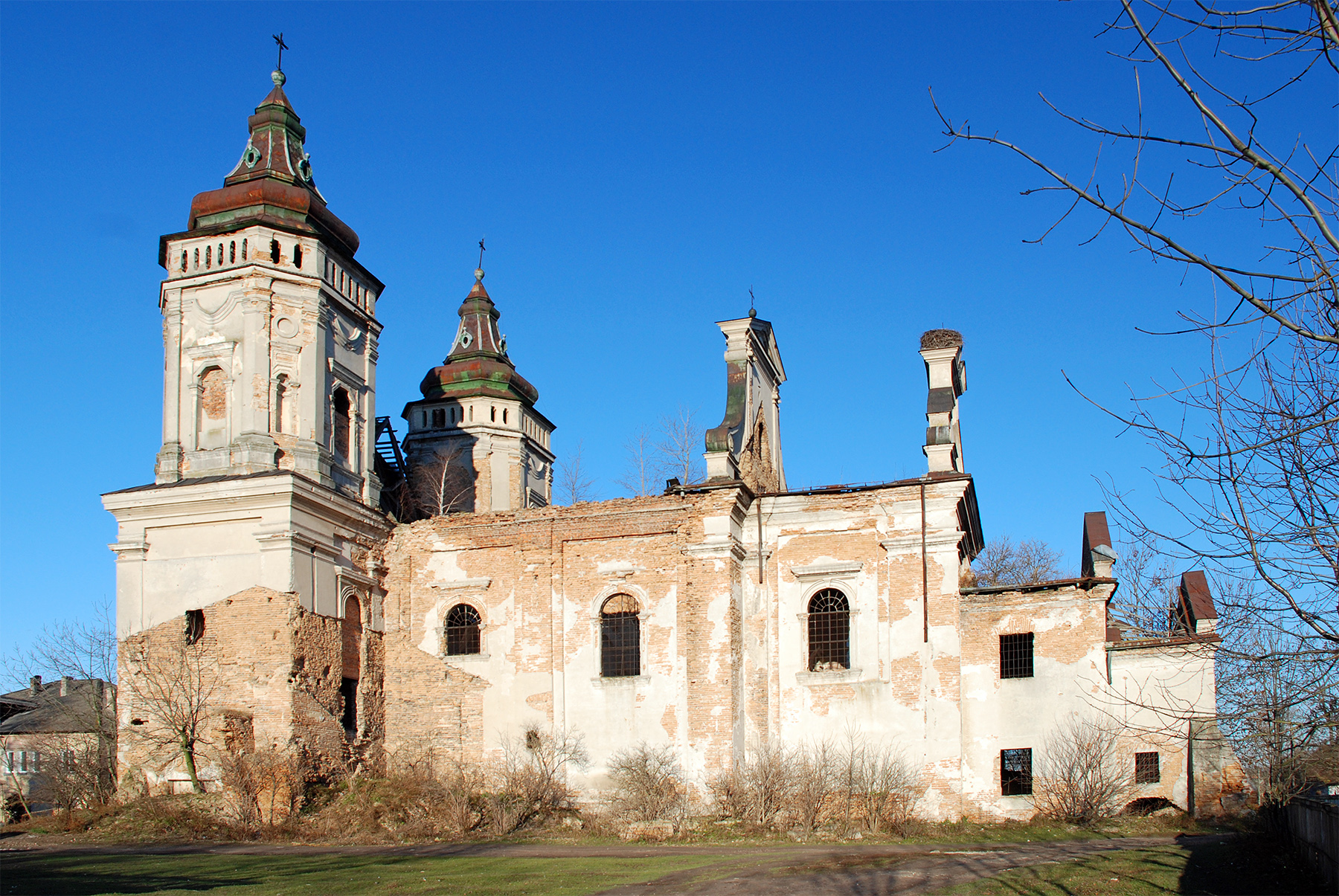
Костел св. Марка в с. Варяж — місце, де сховалися міліціонери та цивільні підчас атаки УПА

Атака УПА на с. Варяж — збройна акція УПА проведена в співпраці з АК відповідно до перемир'я укладеного в с. Руда Ружанецька 21 травня 1945 р. Акція передбачала ліквідацію двох відділків міліції в с. Варяж, один з яких контролював саме с. Варяж, а другий с. Хоробрів. Акція проведена силами відділу «Дуди» та СБ УПА «Зенона» під загальним керівництвом «Ягоди» за сприяння АК.

## Причини акції
Підставою для акції була ліквідація відділків міліції в с. Варяж, які дошкуляли повстанцям та місцевому українському населенню.

## Участь АК
Польське підпілля підготувало для УПА список місцевих активістів ППР. На основі цього списку українські повстанці страчували частину зі схоплених осіб. Цей список приготував комендант МО — агент АК. На рахунок АК варто записати також нейтральну поведінку частин польського війська.

## Перебіг та результати акції

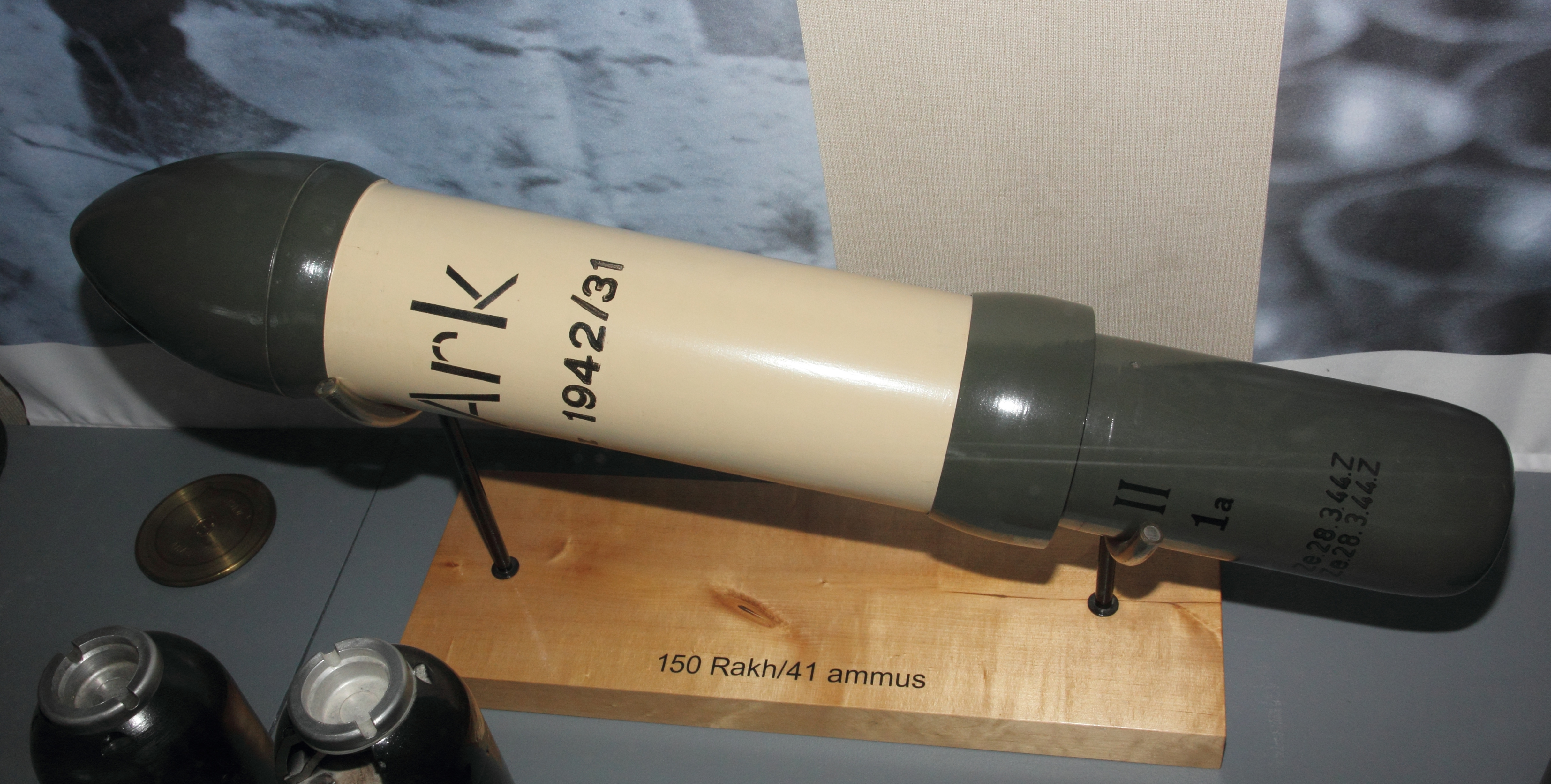
«Торпеда» — снаряд до німецького реактивного міномету «Nebelwerfer 41»

Після забезпечення підходів до с. Варяж до нього увійшли бойові групи «Ягоди» та «Дуди», завданням яких було знищення двох відділків міліції. Спеціальна група СБ УПА також ходила від хати до хати шукаючи людей зі списків партійних та розстрілюючи їх. Обидва відділки міліції були знищені пуском «торпед» — снарядів до німецьких реактивних мінометів «Nebelwerfer 41».
Після цього з міліційного арешту було звільнено 20 українців. На умовний знак повстанці залишили село, забираючи з собою двох міліціонерів. Після допиту їх розстріляли в лісі поблизу Радкова. В селі було вбито 6 партійних, 1 члена Звьонзку валкі млодих та одного старшину Війська Польського, який не розпізнав повстанців перевдягнених під поляків.
Під час акції пострілами з місцевого костелу св. Марка одного повстанця було вбито, а одного поранено. Не дивлячись на те, що стріляли міліціонери, що сховалися тут, УПА не обстрілювала костел. Адже крім міліції тут сховалися цивільні мешканці села. Ця обставина демонструє, що українські повстанці діяли згідно з укладеним перемир'ям.